# 國民公園
国民公園（こくみんこうえん，Kokumin Kouen）是日本環境省管理的公園類別之一。由国家設置・管理、都市公園・自然公園以外的公園。舊皇室苑地的皇居外苑・新宿御苑・京都御苑皆為国民公園。
- 国民公園
  - 皇居外苑（東京都千代田区）（包括北之丸公園）
  - 新宿御苑（東京都新宿区）
  - 京都御苑（京都市上京区）

- 無名戰死者之墓
  - 千鳥淵戰歿者墓苑（千鳥ケ淵戦没者墓苑）（東京都千代田区）

## 外部連結
- 国民公園等のホームページ（環境省）（页面存档备份，存于）
- 国民公園及び千鳥ケ淵戦没者墓苑管理規則（昭和34年厚生省令第13号）